# Pihali
Pihali är en ort i Estland. Den ligger i Kohila kommun och landskapet Raplamaa, i den västra delen av landet, 40 km söder om huvudstaden Tallinn. Pihali ligger 63 meter över havet och antalet invånare är 102.
Terrängen runt Pihali är mycket platt. Runt Pihali är det glesbefolkat, med 15 invånare per kvadratkilometer. Närmaste större samhälle är Rapla, 17,1 km sydost om Pihali. I omgivningarna runt Pihali växer i huvudsak blandskog.